# Stenoma columbaris
La Stenoma columbaris es una polilla de la familia Depressariidae. Fue descrita por Edward Meyrick en 1909. Se encuentra en Perú.
La envergadura es de unos 28 mm. Las alas anteriores son de color fucsia, blanquecinas y blanquecinas. El borde costal extremo es ochreous blanco y los estigmas son fuscous oscuros, con el telecontrol discal, conectado por una raya ochrea-blanquecina impregnada, el plical oblicuamente más allá del primer discal. Hay dos puntos fuscous oscuros hacia la costa, el primer sobre el estigma plical, el segundo más allá del centro. En el centro hay una fusión fuscosa hacia el dorso, y hay una línea fuscosa irregularmente dentada indistinta desde la costa más allá del medio hasta dos tercios del dorso. Una línea curva de puntos oscuros y fuscosos va desde tres cuartos de la costa hasta el dorso antes del tornus, hundido cerca de la costa y hay una serie de oscuros puntos fuscosos alrededor del cuarto apical de la costa y termen. Las patas posteriores son bastante claras y fuscosas, más oscuras hacia el ápice.